# Національна бібліотека Аль-Ассад
Національна бібліотека Аль-Ассад (араб. مكتبة الأسد الوطنية) — національна бібліотека Сирії. Заснована в Дамаску 1984 року

## Короткий опис
Будівля бібліотеки виходить на площу Омеядів і має площу 22 000 м2. На 9 поверхах бібліотеки зберігається більше 40 000 назв. До бібліотеки надсилаються обов'язкові примірники усіх видань країни, тут також розміщене бюро з питань авторського права. У приміщенні бібліотеки знаходиться Асоціація бібліотекарів та архіварів Сирії.
У бібліотеці зберігається чимало рідкісних видань і рукописів з колекції публічної бібліотеки Дамаска.